# ミサ曲 (プッチーニ)
ジャコモ・プッチーニの《ミサ曲》（イタリア語：Messa）は、1880年にパチーニ音楽学校の卒業制作として作曲された作品。初演は好評ではあったものの、作曲家の意思で生前は出版されなかったために、1951年まで再演されなかった（出版は1974年）。ただしプッチーニは、本作から「アニュス・デイ」主題を歌劇《マノン・レスコー》に、「キリエ」主題を《エドガール》において転用している。
かつては誤って《グローリア・ミサ Messa di Gloria》と呼ばれたが、正式な名称は《4声のミサ曲（Messa a quattro voci）》である。
曲はキリエ、グローリア、クレド、サンクトゥス-ベネディクトゥス、アニュス・デイの5曲からなるが、グローリアとクレドが全体の大半を占める。演奏時間は約50分。 

## 楽譜
- ミサ曲の楽譜 - Choral Public Domain Library (ChoralWiki)
- G. Puccini: Messa di Gloria - version for chamber orchestra
- ミサ曲の楽譜 - 国際楽譜ライブラリープロジェクト